# Малина эллиптическая
Мали́на эллипти́ческая (лат. Rubus ellipticus) — южноазиатский вид растений рода Рубус (Rubus) семейства Розовые (Rosaceae). Завезён на юг Северной Америки, где натурализовался, вытесняя местные виды. Включён в Список самых опасных инвазивных видов.

## Ботаническое описание
Малина эллиптическая — кустарник 1—3 м в высоту. Стебли зелёные, затем коричневатые, сначала густо железисто-опушённые, затем густо щетинистые (щетинки фиолетово-коричневые, до 8 мм длиной), с немногочисленными прямыми или крючковатыми шипами.
Листья с неравномерно зазубренным краем, разделены на три эллиптические или обратнояйцевидные доли, центральная из которых наиболее крупная, на коротком черешочке, а боковые почти сидячие, в верхней части стебля иногда цельные, на черешках до 7,5 см длиной, с линейными прилистниками. Верхняя сторона листа волосистая, нижняя — густо-опушённая, жилки с прямыми, более длинными волосками.
Соцветие — густая кисть из 10—150 или более цветков, расположенная на конце стебля. Некоторые цветки расположены в пазухах верхних листьев, иногда одиночные. Прицветники линейные. Цветки до 1,5 см в диаметре, с жёлтовато-опушённой с обеих сторон чашечкой. Венчик из пяти белых или розоватых лопатчатых опушённых лепестков. Тычинки в количестве 30—40, с расширенными в основании нитями. Пестики в числе 100—150 гладкие, с опушённой завязью.
Многокостянка золотисто-жёлтая, яйцевидной или шаровидной формы, волосисто-опушённая. Плодики дельтовидно-яйцевидные.
Число хромосом — 2n = 14.

## Ареал
Родина малины эллиптической — Южная Азия от Китая, Индии и Вьетнама на севере до Шри-Ланки и Лусона на юге.
Выращивается в Калифорнии, Флориде, Ямайке и на Пуэрто-Рико как плодовое и декоративное растение.

## Таксономия

### Синонимы
- Rubus fasciculatus var. tomentosus Cardot, 1917
- Rubus flavus Buch.-Ham. ex D.Don, 1825
- Rubus gowreephul Roxb., 1832
- Rubus ischia Buch.-Ham., nom. inval.